# یانکی‌تاون (ایندیانا)
یانکی‌تاون (به انگلیسی: Yankeetown) یک منطقهٔ مسکونی در ایالات متحده آمریکا است که در شهرستان واریک، ایندیانا واقع شده‌است. یانکی‌تاون ۱۳۷ متر بالاتر از سطح دریا واقع شده‌است.